# Helivágása
Helivágása (1892-ig Haligóc, szlovákul Haligovce, németül Helbingsau) község Szlovákiában, az Eperjesi kerület Ólublói járásában.

## Fekvése
Szepesófalutól 7 km-re keletre, Ólublótól 20 km-re északnyugatra, a Hársas-patak bal oldali völgyében, a lengyel határ közelében fekszik.

## Története
A község területén már az őskorban éltek emberek. Az Akszamith-barlangban 1874-ben a paleolitikumból származó maradványokat tártak fel. Határában pedig kőkorszaki és újkőkori települések maradványait találták.
A falu a 14. században keletkezett irtványtelepülés. Először 1338-ban említik „Helinguagasa” néven, ekkor Illés fia Arnold birtoka. 1433-ban elfoglalták a husziták, ennek következtében a falu elnéptelenedett. 1458-ban Akszamith Péter huszita kapitány megerősített tábort hozott létre itt. 1523-ban a falu a vöröskolostori karthauzi uradalom része lett. 1789-ben 89 házában 566-an laktak.
A 18. század végén Vályi András így ír róla: „HALIGÓCZ. Harihotz, Halgólcz. Tót falu Szepes Vármegy. földes Urai Doloviczényi Urak, lakosai katolikusok, fekszik Ófalutól más fél mértföldnyire, barlangjában külömbféle állati tsontok találtatnak, mind legelője, mind földgye valamivel alább való mind Richvaldnak.”
1828-ban már 105 ház volt 761 lakossal. Lakói mezőgazdasággal, állattartással, favágással, szövéssel, fuvarozással, drótozással, mészégetéssel és lenolaj préseléssel foglalkoztak.
Fényes Elek 1851-ben kiadott geográfiai szótárában így ír a faluról: „Haligocz, tót falu, Szepes vmegyében, egy völgyben elszórva: 719 r., 20 görög kath., 2 evang. lak., kath. paroch. templommal. Dunajeczhez s Gallicziához csak 1/2 órányira esik. Lakosi földmivelésből s gyolcsszövésből élnek. Van itt egy Penina nevü barlang, mellyben különböző iszonyú nagy állatok csontjai találtatnak. F. u. b. Palocsay Horváth. Közel a helységhez találtatik egy Szmerdsonka nevü kamarai kénköves fördő, s ásványviz. Fél órányira a Dunajecz partján pedig Veresklastrom fekszik, melly hajdan camaldulensisek zárdája volt. Most a lechniczi urad. tartozik, s itt van az udvarbiróság is, és 21 kath., 8 zsidó lak. Ut. p. Késmárk.”
A trianoni diktátumig Szepes vármegye Szepesófalui járásához tartozott.

## Népessége
| Év:            | 1994. | 2004.   | 2014.   | 2024.   |
| -------------- | ----- | ------- | ------- | ------- |
| Emberek száma: | 651   | 683     | 652     | 653     |
| Eltérés:       |       | +4,91 % | -4,53 % | +0,15 % |

| Év:            | 2023. | 2024.   |
| -------------- | ----- | ------- |
| Emberek száma: | 645   | 653     |
| Eltérés:       |       | +1,24 % |

1910-ben 583, túlnyomórészt szlovák lakosa volt.
2001-ben 683 lakosából 682 szlovák volt.
2011-ben 674 lakosából 651 szlovák.

## Nevezetességei
- Határában található az Akszamith-barlang, melyet Akszamith Péter huszita kapitányról neveztek el. Ez a környék búvóbarlangjainak legnevezetesebbike. 1874-ben Róth Sámuel és Badányi Mátyás a paleolitikumból származó maradványokat tártak fel benne.
- Sarlós Boldogasszony tiszteletére épült plébániatemplomát 1896-ban építették egy korábbi templom helyén.
- Szűz Mária tiszteletére szentelt ortodox temploma 1896-ban épült neoromán stílusban.
- A faluban mai is vannak még jellegzetes magas tetejű, zsindellyel fedett faházak.